# ألين أوباندو
ألين ألدير أوباندو أيوفي (بالإسبانية: Allen Aldair Obando Ayoví؛ مواليد 13 يونيو 2006) هو لاعب كرة قدم إكوادوري يلعب كمهاجم لنادي إنتر ميامي في الدوري الأمريكي لكرة القدم على سبيل الإعارة من نادي برشلونة الإكوادوري ومنتخب الإكوادور.

## النشأة
وُلِد أوباندو في كيتو لوالديه كارلوس ومونسيرات، اللذين كانا يعيشان في المدينة في ذلك الوقت.

## المسيرة الكروية

### البداية
أثناء إقامته في حي لا فيكتوريا، بالقرب من إزميرالدا، بدأ أوباندو لعب كرة القدم مع نادي توليتا سبورت في سن الخامسة. بعد تسجيله هدفًا ضد نادي برشلونة دي إزميرالداس، التابع للنادي المحترف برشلونة دي جواياكيل، بدأ التدريب مع الفريق، وفي النهاية عُرضت عليه تجربة غير ناجحة في النهاية مع نادي إنديبندينتي ديل فالي في سن التاسعة.

### برشلونة الإكوادور
في العام التالي، تمت دعوته لتمثيل برشلونة في بطولة الشباب في مقاطعة سانتو دومينغو دي لوس تساتشيلاس، قبل أن يساعد فريق الشباب على الفوز ببطولة في غواياكيل، مسجلاً هدفًا في المباراة النهائية. وبسبب هذه العروض، تمت دعوة أوباندو من قبل نائب الرئيس آنذاك كارلوس ألفارو مورينو للانتقال إلى جواياكيل والانضمام إلى النادي بشكل دائم، وهو ما فعله في سن العاشرة. لقد تقدم بشكل جيد من خلال أكاديمية النادي، حيث أثبت نفسه باعتباره هدافًا غزير الإنتاج، حيث صرح المدير الفني آنذاك خورخي سيليكو لاحقًا أنه كان لاعبًا يتمتع «بمستقبل مثير للإعجاب وواعد».
خاض أوباندو أول مباراة احترافية له في 8 أغسطس 2022؛ وكانت النتيجة 4–1 في مباراة بالدوري الإكوادوري الدرجة الأولى ضد موشوك رونا، وتم إدخاله كبديل لإيمانويل مارتينيز قبل عشر دقائق من نهاية المباراة. وبعد سبع دقائق فقط من دخوله الملعب، تقدم لتنفيذ ركلة جزاء احتسبت لصالح برشلونة، لكن تسديدته تصدى لها حارس المرمى أدونيس بابون.
في العام التالي، وردت أنباء عن أنه كان قيد الاستكشاف من قبل مجموعة سيتي لكرة القدم، مالكي نادي الدوري الإنجليزي الممتاز مانشستر سيتي، من بين آخرين. وفي وقت لاحق من العام نفسه، ادعى الصحفي سيزار لويس ميرلو أن المجموعة أطلقت عرضًا رسميًا لأوباندو. وعلى الرغم من الاهتمام، ظل مع برشلونة، وشارك في مباراته التالية مع النادي في مباراة انتهت بالتعادل 1–1 مع إنديبندينتي ديل فالي في 19 أغسطس، حيث صرح أوباندو بعد المباراة أنه على الرغم من «كل الحديث عن قيمته، إلا أنه كان يأخذ الأمر ببساطة ويستمر في العمل لأنه في برشلونة».
في أواخر سبتمبر 2023، صرح كارلوس ألفارو مورينو، رئيس نادي برشلونة الحالي، بأنه تم تبادل المقترحات بين النادي وجهة اتصال لم يتم ذكر اسمها في كرة القدم الأوروبية. وأفادت التقارير أن مجموعة سيتي لكرة القدم لا تزال مهتمة بأوباندو، في حين أن نادي بوروسيا دورتموند الألماني أصبح الآن أيضًا مرشحًا للتعاقد معه. في 25 سبتمبر، سجل هدفه الأول للنادي، وهو هدف التعادل في مباراة العودة التي انتهت بفوز النادي 2–1 ضد كوينكا. وفي الشهر التالي، تم اختياره من قبل صحيفة الجارديان الإنجليزية كواحد من أفضل اللاعبين المولودين في عام 2006 في جميع أنحاء العالم.
في 25 مارس 2025، وقع أوباندو مع نادي إنتر ميامي لكرة القدم على سبيل الإعارة مع خيار الشراء. وشارك لأول مرة كبديل في مباراة انتهت بالتعادل 1–1 ضد تورونتو.

## المسيرة الدولية
مثّل أوباندو الإكوادور في مستوى تحت من 17 سنة.
شارك أوباندو لأول مرة مع منتخب الإكوادور الأول في 22 مارس 2024 في مباراة ودية ضد غواتيمالا.

## الإحصائيات

### النادي
آخر تحديث 22 أكتوبر 2023
.
| النادي            | الموسم   | الدوري                       | الدوري | الدوري  | الكأس  | الكأس   | قاري   | قاري    | أخرى   | أخرى    | المجموع | المجموع |
| النادي            | الموسم   | الدرجة                       | الظهور | الأهداف | الظهور | الأهداف | الظهور | الأهداف | الظهور | الأهداف | الظهور  | الأهداف |
| ----------------- | -------- | ---------------------------- | ------ | ------- | ------ | ------- | ------ | ------- | ------ | ------- | ------- | ------- |
| برشلونة الإكوادور | 2022     | الدوري الإكوادوري لكرة القدم | 2      | 0       | 0      | 0       | 0      | 0       | 0      | 0       | 2       | 0       |
| برشلونة الإكوادور | 2023     | الدوري الإكوادوري لكرة القدم | 6      | 1       | 0      | 0       | 0      | 0       | 0      | 0       | 6       | 1       |
| الإجمالي          | الإجمالي | الإجمالي                     | 8      | 1       | 0      | 0       | 0      | 0       | 0      | 0       | 8       | 1       |

الملاحظات

### المنتخب
آخر تحديث 24 مارس 2024.
| المنتخب الوطني | العام   | الظهور | الأهداف |
| -------------- | ------- | ------ | ------- |
| الإكوادور      | 2024    | 2      | 0       |
| المجموع        | المجموع | 2      | 0       |

## وصلات خارجية
- ألين أوباندو على موقع الدوري الأمريكي (الإنجليزية)
- ألين أوباندو على موقع إي إس بي إن إف سي (الإنجليزية)
- ألين أوباندو على موقع قاعدة بيانات كرة القدم.إي يو (الإنجليزية)
- ألين أوباندو على موقع ليكيب (الفرنسية)
- ألين أوباندو على موقع ناشيونال فوتبول تيمز (الإنجليزية)
- ألين أوباندو على موقع Soccerbase.com (لاعب) (الإنجليزية)
- ألين أوباندو على موقع Soccerway.com (الإنجليزية)
- ألين أوباندو على موقع عالم كرة القدم.نت (الإنجليزية)

لا توجد روابط لمواقع التواصل الاجتماعي.

- ألين أوباندو على موقع الدوري الأمريكي (الإنجليزية)
- ألين أوباندو على موقع إي إس بي إن إف سي (الإنجليزية)
- ألين أوباندو على موقع قاعدة بيانات كرة القدم.إي يو (الإنجليزية)
- ألين أوباندو على موقع ليكيب (الفرنسية)
- ألين أوباندو على موقع ناشيونال فوتبول تيمز (الإنجليزية)
- ألين أوباندو على موقع Soccerbase.com (لاعب) (الإنجليزية)
- ألين أوباندو على موقع Soccerway.com (الإنجليزية)
- ألين أوباندو على موقع عالم كرة القدم.نت (الإنجليزية)